# Tom Jones (pilote)
Pour les articles homonymes, voir Jones et Tom Jones.
Pas d'image ? Cliquez ici
Tom Jones est un pilote automobile américain né le 26 avril 1943 à Dallas (Texas) et mort le 29 mai 2015 à Eastlake (Ohio). 
Il a pris part à un seul Grand Prix de Formule 1 avec sa propre Cooper T82, le Grand Prix du Canada 1967. Après des essais prometteurs du point de vue des performances, sa monoplace souffrit de problèmes électriques pendant les qualifications, et ne réussira qu'un temps très lent, trop lent pour que les commissaires l'autorisent à prendre le départ, bien que ce fût une pratique courante de l'époque.  Il s'est inscrit également au Grand Prix de Grande-Bretagne 1968 avec une Cooper T86 mais déclarera forfait.
Jones a longtemps été considéré comme une curiosité dans le monde de la Formule 1, mais il a cependant continué à courir dans divers championnats dans les années 1970 avant son retrait de la compétition en 1980.
Il dirige maintenant une compagnie de fabrication métallique et de soudure à Cleveland. Sa vieille  Cooper T82 survit toujours et son propriétaire continue à courir avec elle dans des courses historiques. 

## Résultats en Championnat du Monde de Formule 1
| Saison | Écurie    | Châssis    | Moteur       | Pneus    | GP disputés | Points inscrits | Classement |
| ------ | --------- | ---------- | ------------ | -------- | ----------- | --------------- | ---------- |
| 1967   | Tom Jones | Cooper T82 | Climax V8    | ?        | 0           | 0               | n.c.       |
| 1968   | Tom Jones | Cooper T86 | Maserati V12 | Goodyear | 0           | 0               | n.c.       |

## Crédit d'auteurs
- (en) Cet article est partiellement ou en totalité issu de l’article de Wikipédia en anglais intitulé « Tom Jones (racing driver) » (voir la liste des auteurs).